# Huxelrebe
Die Huxelrebe ist eine Weißweinsorte, die sowohl witterungs- als auch krankheitsempfindliche Beeren hervorbringt. Die Kreuzung erfolgte im Jahr 1927 an der Landesanstalt für Rebenzüchtung in Alzey durch Georg Scheu aus Elbling und Muscat précoce de Saumur. Die ursprünglichen Angaben des Züchters, es handele sich um eine Kreuzung von Gutedel und dem – nach dem Entdecker Auguste Courtiller (1795–1875) der natürlichen Kreuzung auch Courtiller Musqué genannten – Muscat précoce de Saumur, konnten in der Zwischenzeit durch eine DNA-Analyse widerlegt werden. Die Rebe ist nahezu ausschließlich in Deutschland beheimatet. Ihren Namen hat die Neuzüchtung von Fritz Huxel, der sie in den 1950er Jahren in Westhofen (Rheinhessen) als Erster umfangreich anbaute. Der Sortenschutz wurde 1968 erteilt. Aufgrund der frühen Reife sind kleinere Bestände in England bekannt.
Sie kann sehr hochwertige Weine hervorbringen, in erster Linie Süßweine als Aperitif- oder Dessertweine.
Siehe auch die Artikel Weinbau in Deutschland und Weinbau im Vereinigten Königreich sowie die Liste von Rebsorten.
- Synonyme: Zuchtnummer Az 3962
- Abstammung: Elbling x Muscat précoce de Saumur

## Verbreitung
2007 waren in Deutschland 656 Hektar (das sind 0,6 % der deutschen Rebfläche) mit der Rebsorte Huxelrebe bestockt. Dabei ist die Fläche schon seit einigen Jahren rückläufig. Im Jahr 2006 waren noch 677 Hektar Anbaufläche bestockt, nachdem im Jahr 1999 immerhin 1289 Hektar erhoben wurden.
| Weinbaugebiet          | Rebfläche (Hektar) |
| Ahr                    | 0                  |
| Baden                  | 1                  |
| Franken                | 1                  |
| Hessische Bergstraße   | -                  |
| Mittelrhein            | 1                  |
| Mosel                  | 0                  |
| Nahe                   | 11                 |
| Pfalz                  | 109                |
| Rheingau               | 0                  |
| Rheinhessen            | 273                |
| Saale-Unstrut          | 0                  |
| Sachsen                | 0                  |
| Stargarder Land        | 0                  |
| Württemberg            | -                  |
| TOTAL Deutschland 2007 | 396                |

Quelle: Statistisches Bundesamt (2021): Land- und Forstwirtschaft, Fischerei. Landwirtschaftliche Bodennutzung – Rebflächen. Fachserie 3 Reihe 3.1.5.

## Ampelographische Sortenmerkmale
In der Ampelographie wird der Habitus folgendermaßen beschrieben:
- Die Triebspitze ist offen. Sie ist stark weißwollig behaart.
- Die großen bis sehr großen Blätter (siehe auch den Artikel Blattform) sind rundlich dreilappig bis schwach fünflappig. Die Stielbucht ist V-förmig offen bis überlappend geschlossen. Der Blattrand ist grob gesägt. Im Vergleich zu anderen Rebsorten sind die Zähne weit gesetzt. Die Blattoberfläche (auch Spreite genannt) in der Nähe der Stielbucht ist blasig.
- Die leicht konisch- bis walzenförmige Traube ist groß, geschultert und dichtbeerig (je nach Grad der Verrieselung auch lockerbeerig!). Die leicht rundlichen Beeren sind entweder groß und verfügen dann über Kerne oder aber die Beere ist klein und kernlos. Pierre Galet vermutet daher, dass die Huxelrebe nur über weibliche Blüten verfügt, obwohl dies in der deutschsprachigen Literatur nicht erwähnt wird. Die Beeren sind von goldgelber Farbe. Der Saft der Beeren ist aromatisch.

Die Huxelrebe treibt früh aus und entgeht damit nicht immer späten Frühjahrsfrösten. Die Winterfrostfestigkeit ist schlecht. Die stark wüchsige Sorte kann sehr gute Erträge erbringen. Sie neigt jedoch zu starker Verrieselung. Generell gilt auch für die Huxelrebe: Wenn die Rebe nicht korrekt zurückgeschnitten wird (→ Reberziehung), besteht trotz Blühempfindlichkeit die Gefahr zu hoher Erträge mit der damit einhergehenden Reduzierung der Qualität.
Sie erreicht häufig mittelhohe Mostgewichte. Im Durchschnitt liegt das Mostgewicht um bis zu 15 Grad Oechsle über denen der Standardsorten der deutschen Anbaugebiete.
Der Blütezeitpunkt liegt früh bis mittelfrüh. Die Huxelrebe reift 4–5 Tage nach dem Gutedel und gilt somit als früh reifend. Die Rebsorte ist kaum empfindlich gegen den Falschen und den Echten Mehltau. Im Falle einer Infektion mit der durch Fadenwürmer übertragenen Reisigkrankheit ist der Ernteausfall stärker als im Mittel verglichen mit anderen Rebsorten.